# Séraphine Tulugu Kutuna
Séraphine Tulugu Kutuna, est une femme politique de république démocratique du Congo, membre du gouvernement Lukonde.

## Biographie
Née à KIKWIT le 7 avril 1960, Séraphine KILUBU KUTUNA est licenciée en orientation scolaire et professionnelle à l’Université Pédagogique Nationale, Master professionnel à l’école de Formation électorale en Afrique Centrale, diplômée d’État en Pédagogie Générale du lycée ELIKIA de MBANDAKA, elle a obtenu son certificat d’étude en 1973 à l’école primaire FAZ de KIKWIT.
Mariée et mère d’enfants, elle a suivi plusieurs formations notamment sur la pédagogie appliquée de 1981-1983, participation à la formation des formateurs sur le Programme National de l’Enseignement primaire, Secondaire et professionnel en 2005, Formation du leadership Féminin en 2015.

### Carrière
Elle est nommée le 12 avril 2021 vice-ministre de la Défense nationale dans le gouvernement Lukonde sous la présidence de Félix Tshisekedi. Quinze femmes ont été nommées par le président Tshisekedi dans le gouvernement Lukonde dont une est vice-Première ministre, deux sont ministres d'État, sept sont ministres, une est ministre déléguée et quatre sont vice-ministres .